# Lanreath
Lanreath is een civil parish in het Engelse graafschap Cornwall. In 2001 telde de civil parish 514 inwoners. De civil parish telt 11 monumentale panden. Lanreath komt in het Domesday Book (1086) voor als 'Lauredoch' / 'Lanredoch'.